# Peder Horrebow
Peder Horrebow (Løgstør, 14 de maio de 1679 – Copenhague, 15 de abril de 1764) foi um astrônomo dinamarquês. Nascido em Løgstør, na Jutlândia, filho de uma família pobre de pescadores, Horrebow entrou na Universidade de Copenhague em 1703.

## Vida

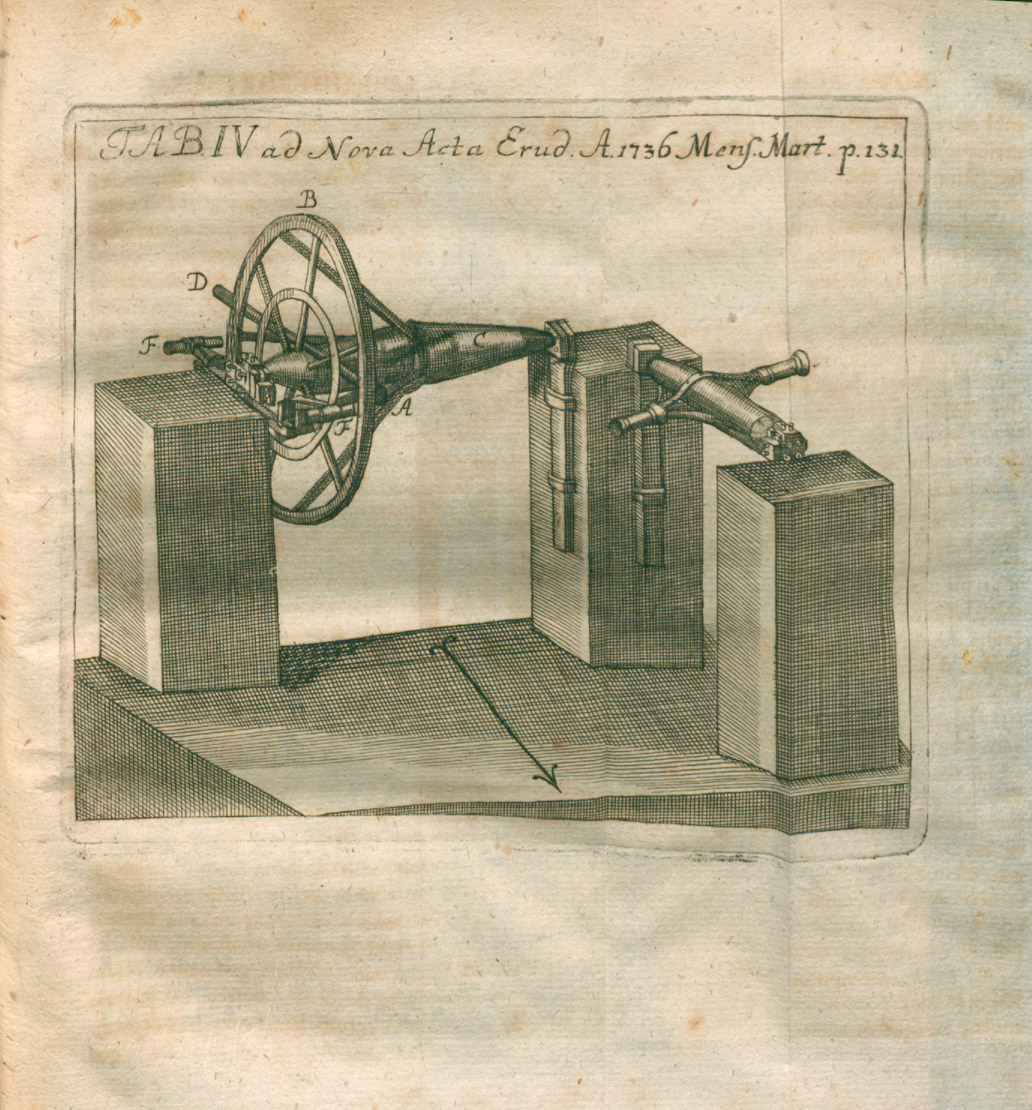
Ilustração de Basis astronomiae sive Astronomiae pars mecanica ... Acta Eruditorum, março de 1736

Ele trabalhou seu caminho no ensino fundamental e na universidade em virtude de seu conhecimento técnico: consertou instrumentos mecânicos e musicais. De 1703 a 1707, ele serviu como assistente de Ole Rømer e viveu na casa de Rømer. Ele trabalhou como tutor doméstico de 1707 a 1711 para um barão dinamarquês e entrou na burocracia governamental como um imposto especial de consumo escritor em 1711.
Depois de fazer petições repetidas ao rei Frederico IV, Horrebow se tornou professor de matemática na Universidade de Copenhagen em 1714. Ele também se tornou diretor do observatório da universidade (chamado de Rundetårn, "a Torre Redonda"). Seu filho Christian o sucedeu nesta posição. Horrebow e sua esposa, Anne Margrethe Rossing, tiveram um total de 20 filhos.
Em 1728, o grande incêndio de Copenhagen destruiu todos os papéis e observações feitas por Rømer, que havia morrido em 1710. Horrebow escreveu o Basis Astronomiae (1734-35), que descreve as realizações científicas feitas por Rømer. Os próprios papéis e instrumentos de Horrebow foram destruídos no mesmo incêndio. Horrebow recebeu uma concessão especial do governo para consertar o observatório e os instrumentos. Horrebow recebeu mais apoio de um patrono rico.
Horrebow inventou uma maneira de determinar a latitude de um lugar a partir das estrelas. O método fixou a latitude observando as diferenças de distâncias do zênite das estrelas que culminam com um curto espaço de tempo uma da outra, e quase na mesma altitude, em lados opostos do zênite. O método foi logo esquecido, apesar de seu valor, até que foi redescoberto pelo americano Andrew Talcott em 1833. Ele agora é chamado de Método Horrebow-Talcott.
Ele escreveu sobre navegação e determinou a paralaxe solar, 9", uma solução aproximada para a equação de Kepler. Horrebow também aprendeu como corrigir falhas inerentes aos instrumentos. Isso precedeu a teoria de correção de Tobias Mayer de 1756.
Horrebow foi membro de várias sociedades científicas, incluindo a Académie des Sciences (desde 1746). Ele também trabalhou como médico e como notário acadêmico (a partir de 1720).
Ele morreu em Copenhagen.
Ilustração de Basis astronomiae sive Astronomiae pars mecanica ... Acta Eruditorum, março de 1736

A cratera Horrebow na Lua leva o seu nome.